# Klebsiella
Klebsiella (Trevisan, 1885) è un genere di batteri Gram negativi, della famiglia delle enterobacteriaceae, normalmente presente nella mucosa respiratoria e nell'intestino dell'uomo, anche se sono praticamente ubiquitari in natura.
Sono provvisti di una capsula prominente a base polisaccaridica: mancano invece di flagello e pertanto non sono mobili. Presentano gli antigeni O e K
Li si trova in genere singoli, a coppie o in piccole catene.
Sono molto simili agli enterobacter, differiscono da questi ultimi per l'incapacità di muoversi e per l'incapacità di decarbossilare l'ornitina.
Spesso gli appartenenti al genere si comportano da patogeni, provocando polmonite, setticemia e altre infezioni ai tessuti molli, tra cui l'apparato intestinale, provocando forti gastroenteriti. La specie Klebsiella pneumoniae sembrerebbe inoltre coinvolta nella genesi della spondilite anchilosante in soggetti geneticamente predisposti.
Le specie ascritte al genere Klebsiella sono le seguenti secondo l'organizzazione ICSP che ha l'autorità sulla nomenclatura dei batteri e la LPSN che elenca i nomi batterici validi:
- Klebsiella aerogenes
- Klebsiella africana
- Klebsiella granulomatis
- Klebsiella grimontii
- Klebsiella huaxiensis
- Klebsiella indica
- Klebsiella michiganensis
- Klebsiella oxytoca
- Klebsiella pasteurii
- Klebsiella pneumoniae
- Klebsiella quasipneumoniae
- Klebsiella rhinoscleromatis
- Klebsielle spallanzanii
- Klebsiella variicola

Nomi cambiati perché sinonimi
- Klebsiella alba => nome corrente Klebsiella quasipneumoniae subsp. similipneumoniae
- Klebsiella mobilis => nome corrente Klebsiella aerogenes
- Klebsiella ozaenae => nome corrente Klebsiella pneumoniae subsp. ozaenae
- Klebsiella singaporensis => nome corrente Klebsiella variicola

Specie con stato nomenclaturale non validamente pubblicato
- Klebsiella edwardsii
- Klebsiella electrica => Raoultella electrica
- Klebsiella quasivariicola
- Klebsiella rubiacearum

Le seguente specie sono state trasferite al genere Raoultella dal 2001 e sono ancora valide da aprile 2022
- Klebsiella ornithinolytica => Raoultella ornithinolytica
- Klebsiella planticola => Raoultella planticola
- Klebsiella terrigena => Raoultella terrigena